# Coca-Cola Life

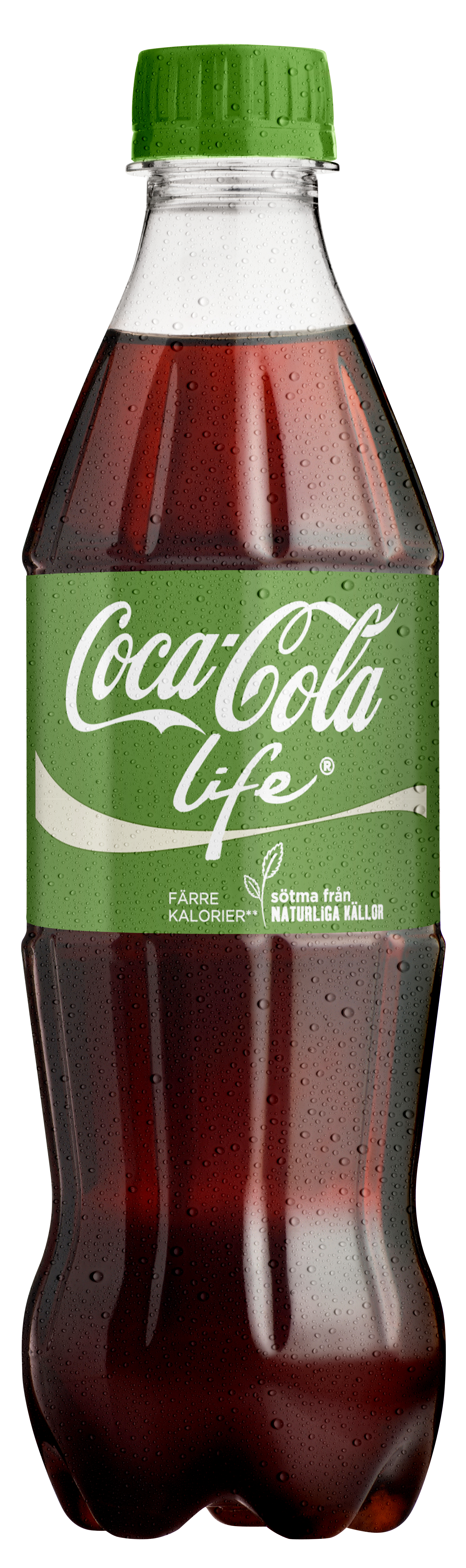
Eine Flasche Coca-Cola Life

Coca-Cola Life war eine kalorienreduzierte Variante von Coca-Cola, die Stevia als Süßstoff benutzte. Etwa 50 % des Zuckers wurden durch Stevia-Extrakt ersetzt. Das Getränk wurde erstmals 2013 verkauft und 2020 aufgrund geringer Absatzzahlen wieder aus dem Sortiment genommen.

## Geschichte
Coca-Cola Life wurde erstmals 2013 in Argentinien und Chile eingeführt. Der Verkaufsstart in der Europäischen Union erfolgte im Herbst 2014 in Großbritannien.
Bei der Markteinführung in Deutschland im Frühjahr 2015 enthielt Coca-Cola Life lediglich 37 % weniger Zucker als normale Coca-Cola. Die Verbraucherzentrale Niedersachsen kritisierte, dass der immer noch sehr hohe Zuckergehalt des Softdrinks im Gegensatz zur Vermarktungsstrategie als vermeintlich gesunde Alternative zu Coca-Cola stehe. Allerdings gab es zum damaligen Zeitpunkt von der Europäischen Kommission festgelegte Höchstmengen, die besagten, dass lediglich ein Drittel der natürlichen Süße durch Stevia ersetzt werden durfte. Seit Ostern 2016 wurde Coca-Cola Life in Deutschland mit einem um 50 % reduzierten Zuckergehalt im Vergleich zur normalen Coca-Cola vertrieben.
Der Absatz blieb jedoch hinter den Erwartungen zurück. In Großbritannien fielen die Verkaufszahlen für 2016 um mehr als die Hälfte im Vergleich zum Vorjahr. 2017 minimierte Coca-Cola daher das Marketing und die Produktpalette des Produkts.
Nachdem bereits im Frühling 2017 in Australien und Großbritannien Coca-Cola Life komplett aus den Verkaufsregalen verschwand, während sie in Deutschland nur noch vereinzelt in ausgewählten Geschäften erhältlich war, ereilte sie kurze Zeit später wegen mangelnden Verkaufszahlen auch dort dasselbe Schicksal.
Es wurde auch kritisiert, dass Coca-Cola Life nicht für Diabetiker geeignet wäre, obwohl das Produkt nicht wirklich auf diese Zielgruppe abzielte.

## Vermarktung
Kritiker warfen dem Konzern vor, mit dem Produkt „Greenwashing“ zu betreiben. Mit dem neuen grünen Logo werde suggeriert, dass das Getränk gesünder und natürlicher sei als seine Vorgänger. Der Erfolg dieser Marketingstrategie wurde jedoch von Brand Trust bezweifelt, da die Verbraucher heute generell kritischer seien.